# Hypnosis (Mr.Children單曲)
《hypnosis》，日本樂團Mr.Children的第4首只提供網上下載的單曲。2012年7月11日開放手機片段下載，8月29日開放手機全曲下載。

## 概要
單曲《祈禱 ～眼淚的痕跡／End of the day／pieces》發行四個月之後的作品，距離上張只提供網上下載的單曲《數數歌》一年零四個月。

## 收錄曲目
1. hypnosis
  - 作詞、作曲：櫻井和壽；編曲：小林武史 & Mr.Children

井上真央主演的日本電視台系列《特官 -特別國稅徵收官-》的主題曲；
Mr.Children自《HANABI》兩年零四個月以來再次為電視劇擔當主題曲，也是他們第一次只提供網上下載的電視劇主題曲；
在演唱會「ap bank fes '12 Fund for Japan」上與另一首新歌《Marshmallow day》首次披露；
自《花的香氣》以來再次製作有音樂錄像帶的只供網上下載單曲。樂隊四人全部出演音樂錄像帶也是自《繪空》以來首次。

## 收錄專輯
- 《[(an imitation) blood orange]》（#1）

## 外部連結
- 歌曲介紹（页面存档备份，存于） Mr.Children官方網站